# ウェッジ文庫
『ウェッジ文庫』はJR東海グループの出版社、ウェッジにより、2007年10月に創刊された文庫。最近の文庫本では珍しく、天アンカットで新潮文庫のようなしおり紐が付いていた。埋もれてしまった地味な良書の文庫化として一部の読者に人気があったが、2010年2月を最後に休刊した。
編集長だったのは服部滋（1951年生まれ）、「日本読書新聞」編集者、『イメージフォーラム』の創刊に携わり、のち、2001年にウェッジに入社。個人ブログ「qfwfqの水に流して」がある。なお、服部滋の甥に、兵庫県立美術館学芸員で、アウトサイダー・アートを専門とする服部正がいる。

## 刊行本
- 『日本人の忘れもの 1』中西進著、2007.10
- 『清朝十四王女：川島芳子の生涯』林えり子著、2007.10
- 『変化の時代と人間の力：福原義春講演集』福原義春著、2007.10
- 『余はいかにして鉄道愛好者となりしか』小池滋著、2007.10
- 『東海道品川宿：岩本素白随筆集』岩本素白著、来嶋靖生編、2007.12
- 『日本人は何のために働くのか』久保博司著、2007.12
- 『日本人の忘れもの 2』中西進著、2008.2
- 『蝶は還らず：プリマ・ドンナ喜波貞子を追って』松永伍一著、2008.2
- 『竹久夢二と妻他万喜：愛せしこの身なれど』林えり子著、2008.4
- 『いま、なぜ武士道なのか：現代に活かす『葉隠』100訓』青木照夫著、2008.4
- 『日本人の忘れもの 3』中西進著、2008.6
- 『明治少年懐古』川上澄生著、2008.6
- 『彼もまた神の愛でし子か：洲之内徹の生涯』大原富枝著、2008.8
- 『甦る秋山真之 上』三浦康之著、2008.8
- 『甦る秋山真之 下』三浦康之著、2008.8
- 『時代劇映画の思想：ノスタルジーのゆくえ』筒井清忠著、2008.10
- 『光源氏の人間関係』島内景二著、2008.10
- 『新編 燈火頬杖：浅見淵随筆集』浅見淵著、藤田三男編、2008.12
- 『ベンガルの憂愁：岡倉天心とインド女流詩人』大原富枝著、2008.12
- 『塚本邦雄の青春 』楠見朋彦著、2009.2
- 『東京おぼえ帳』平山蘆江著、2009.2
- 『書痴半代記』岩佐東一郎著、2009.4
- 『増補 荷風のいた街』橋本敏男著、2009.4
- 『明治・大正 スクラッチノイズ』柳澤愼一著、2009.6
- 『庭をつくる人』室生犀星著、2009.6
- 『芝居随想 作者部屋から』食満南北著、2009.8
- 『貘の舌』内田魯庵著、2009.8
- 『明治文壇の人々』馬場孤蝶著、2009.10
- 『蘆江怪談集』平山蘆江著、2009.10
- 『作家の手：野口冨士男随筆集』野口冨士男著、武藤康史編、2009.12
- 『独楽園』薄田泣菫著、2009.12
- 『有法子：十河信二自伝』十河信二著、2010.2
- 『天馬の脚』室生犀星著、2010.2